# Walter de Dunstanville († um 1195)
Walter de Dunstanville (auch Walter I de Dunstanville) († um 1195) war ein englischer Ritter.
Walter de Dunstanville entstammte der anglonormannischen Familie Dunstanville. Er war vermutlich ein Sohn von Alan I de Dunstanville (fl. 1141), der während der Anarchie die Kaiserin Matilda unterstützt hatte. Wohl von seinem Vater erbte er Besitzungen in Shropshire und Sussex. Nach dem Tod seines Onkels Robert de Dunstanville 1166 oder 1167 erbte er dessen Besitzungen in Wiltshire, und zusammen mit seinem jüngeren Bruder Alan II de Dunstanville bestätigte er 1169 die Schenkungen seines Onkels an Monkton Farleigh Priory. Seine Schwester Adeliza († um 1210) heiratete Thomas Basset, einen Ritter des königlichen Haushalts. Walter bezeugte mehrmals Urkunden von König Heinrich II. und von dessen Sohn Johann Ohneland, als dieser Graf von Mortain war. Er konnte jedoch nicht die Stellung einnehmen, die sein Onkel Robert am Königshof gehabt hatte. Anscheinend unterstützte er zu Beginn der 1190er Jahre während der Abwesenheit von König Richard Löwenherz die Revolte von Johann Ohneland, denn 1194 wurde er von Richard Löwenherz nach dessen Rückkehr vom Dritten Kreuzzug enteignet. Er legte daraufhin ein Kreuzzugsgelübde ab, starb jedoch, bevor er nach Palästina aufbrechen konnte.
Sein Erbe wurde sein Sohn Walter II de Dunstanville (um 1192–1241).